# Predrag
Predrag (cyrilicí Предраг) je staré jméno jihoslovanského původu, vzniklé složením předpony pre- (česky: pře-) a slova drag (česky: drahý, milý). Populární je na území bývalé Jugoslávie, kde se též používají kratší podoby jména: Peđa, Pedža, Pegi, Peca, Predo, Predro. Ve Slovinsku se považuje za obměnu jména Drago, kde má svátek 3. června i 4. listopadu.
Jméno se vyskytuje ve středověké básni Predrag a Nenad, což potvrzuje jeho vetchost.

## Známí Predragové
- Predrag Bjelac – český herec srbského původu
- Predrag Mijatović – jugoslávský a černohorský fotbalista

- Predrag Rajković – srbský fotbalista